# Ordre du service impérial

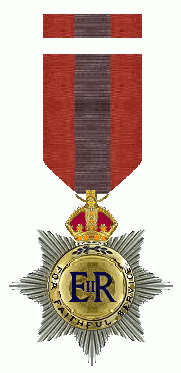
Décoration telle que portée par les gentlemen

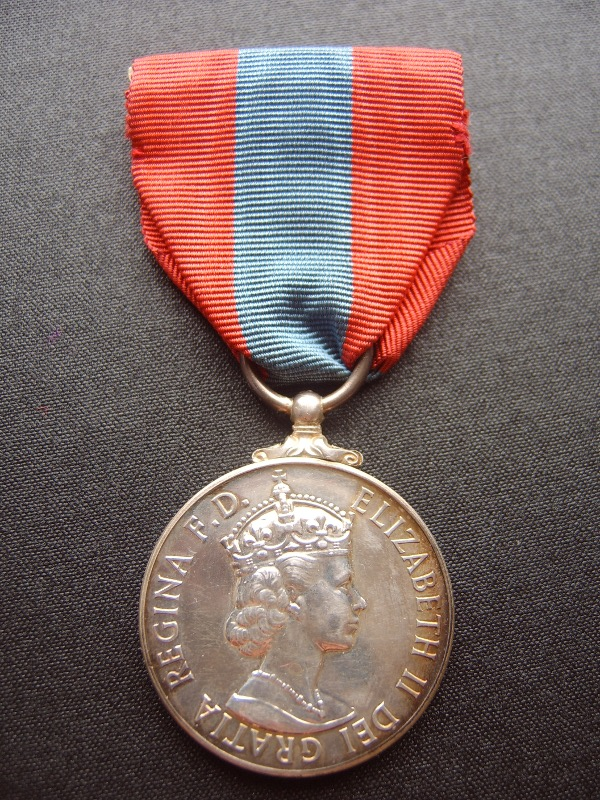
Face de la médaille du Service impérial

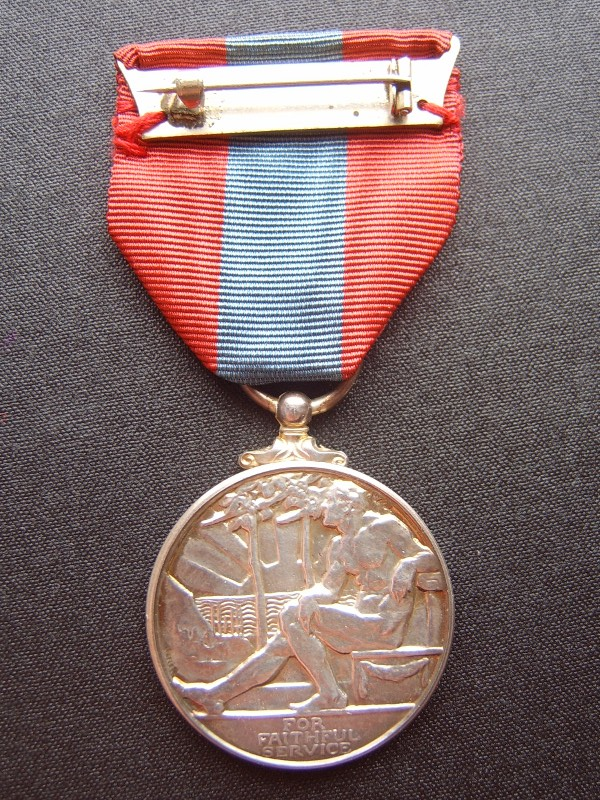
Revers de la médaille du Service impérial

L'ordre du Service impérial (de l'anglais : Imperial Service Order) a été créé en août 1902 par le roi Édouard VII. 
Il était accordé aux membres de la fonction publique de l'Empire britannique pour service long et méritant. 
Normalement, une personne devait avoir servi vingt-cinq années pour devenir admissible. Cette limite était toutefois abaissée à seize années lorsque la personne travaillait dans des conditions insalubres. 
Cet ordre était ouvert aussi bien aux hommes qu'aux femmes et les récipiendaires de première classe avaient le droit d'utiliser les lettres post-nominales "ISO".